# Costa-ricanisch-osttimoresische Beziehungen
Die costa-ricanisch-osttimoresische Beziehungen beschreiben das zwischenstaatliche Verhältnis von Costa Rica und Osttimor.

## Geschichte
Die Kontakte zwischen Costa Rica und Osttimor waren bisher spärlich. Die beiden Staaten nahmen am 14. Mai 2003 diplomatische Beziehungen auf.

## Diplomatie
Weder hat Costa Rica eine Botschaft in Osttimor, noch Osttimor eine diplomatische Vertretung in Costa Rica.

## Wirtschaft
Für 2018 gibt das Statistische Amt Osttimors keine Handelsbeziehungen zwischen Costa Rica und Osttimor an.